# John Aitken (Fußballspieler, 1897)
John Gordon „Jock“ Aitken (* 17. September 1897 in Glasgow; † 1. Dezember 1967 ebenda) war ein schottischer Fußballspieler. Der größte Erfolg des linken Flügelspielers, der während seiner Laufbahn gleichsam Partien für englische und schottische Klubs bestritt, war 1929 der Gewinn des schottischen Pokals mit dem FC Kilmarnock.

## Sportlicher Werdegang
Aitken besuchte die John Watson's School in Edinburgh, wo er zunächst mehr dem Rugbysport als dem Fußball zugeneigt war. Kurz nach seinem Abschluss schloss er sich der Armee an und als er von dort zurückkehrte, begann er eine technische Ausbildung. Die fußballerisch ersten Schritte tätigte er bei verschiedenen Klubs in und um Glasgow herum, zu denen bis 1921 St Anthony's, St Roch's, Third Lanark und zuletzt der FC Clyde zählten. Im Mai 1921 schloss sich Aitken dem englischen Zweitligisten FC Bury an, für den er insgesamt 80 Ligaspiele bestritt und dabei acht Tore schoss. Nachdem er mit Bury 1924 in die höchste englische Spielklasse aufgestiegen war, wechselte er in die Third Division North zum FC Southport.
In Southport blieb er genauso nur ein Jahr, wie bei seinen folgenden Stationen Crewe Alexandra, Norwich City und Northampton Town. Dabei hielt sich in Southport hartnäckig das Gerücht, dass die beiden aus Glasgow stammenden Flügelspieler Jock und Fergie Aitken Brüder gewesen wären; dabei waren die beiden nicht einmal miteinander verwandt. 1928 kehrte Aitken nach Schottland zurück und beim FC Kilmarnock feierte er anschließend die größten Erfolge in seiner Laufbahn. Beim Pokalsieg 1929 schoss er im Finale gegen die Glasgow Rangers (2:0) das erste Tor und drei Jahre später stand er wieder gegen denselben Gegner im Endspiel, das jedoch nach zwei Partien verloren ging. Weiterer Höhepunkt in seiner Laufbahn war im Dezember 1931 die Partie gegen Dundee United (8:0), als ihm – obwohl selten als Torjäger auftretend – fünf Tore für „Killie“ gelangen. Beim FC St. Mirren und später FC Morton ließ Aitken in der Spielzeit 1933/34 seine sportliche Laufbahn ausklingen.
Aitken arbeitete bis zu seiner Pensionierung im Alter von 65 Jahren als Lagerist in den Werften von Glasgow, bevor er fünf Jahre später starb.

## Erfolge
- Schottischer Pokal (1): 1929